# Stazione di Lamezia Terme Sambiase
La stazione di Lamezia Terme Sambiase è una fermata ferroviaria, un tempo stazione, situata sulla linea Lamezia Terme-Catanzaro Lido, a servizio del quartiere di Sambiase nella città di Lamezia Terme. Dopo un lungo periodo di inattività, la fermata è stata riattivata in via sperimentale a partire dal 5 settembre 2019. Durante il periodo di prova, venti treni al giorno nei feriali e quattordici nei festivi effettuarono fermata presso lo scalo di Sambiase. La sperimentazione, della durata di un anno, ha avuto esito positivo e la fermata è attualmente attiva e regolarmente servita dai treni regionali.
La linea non è elettrificata e pertanto è servita da treni a trazione diesel.